# Dobrovol'naja narodnaja družina
La Dobrovol'naja narodnaja družina (in russo Добровольная народная дружина, ДНД?) o DND era un'organizzazione su base volontaria per il mantenimento dell'ordine pubblico in Unione Sovietica.
Nell'URSS, le squadre avevano lo status di organizzazioni amatoriali pubbliche e i loro compiti erano quelli della lotta alla piccola criminalità, l'assistenza alle truppe, la prevenzione e l'arresto delle violazioni dell'ordine pubblico oltre allo svolgimento di lavori educativi con la popolazione assieme agli organismi statali. Nelle loro attività, le DND ricevevano l'aiuto da parte dello stato, del Komsomol, delle organizzazioni del PCUS e sindacati.

## Storia

### Impero Russo
Nel 1881, a Mosca, alla vigilia dell'incoronazione dello zar Alessandro III di Russia, fu creata una guardia popolare di volontari composta da circa 20.000 persone. Nel 1894, con l'incoronazione di Nicola II, il numero delle truppe di Mosca raggiunse le 80.000 persone.
Esistono delle prove del coinvolgimento dei cosacchi del distretto di Ejsk, nella regione del Kuban', nelle attività di sorveglianza della polizia imperiale nel 1899.
Nel 1907, i cosacchi della divisione del Caucaso e i contadini della provincia di Černihiv furono incorporati dalle pattuglie.
Durante la rivolta di Mosca del 1905, le guardie volontarie del popolo aiutarono la polizia a ristabilire l'ordine.

### Unione Sovietica e assistenti allamilicija
Con l'ordine del capo della milicija di Leningrado n. 120 per il 1926, furono avviati i primi casi di arruolamento di volontari per assistere la milicija locale, e nello stesso ordine furono stabilite un certo numero di imprese industriali e di Commissioni di ordine pubblico (in russo Комиссии общественного порядка, КОП?, Komissii obščestvennogo porjadka, KOP). Nel 1927, vi erano 240 KOP nella città che riunivano 2 300 volontari. Le commissioni fornirono un'assistenza significativa nel lavoro con ubriachi e antibullismo.
Nel 1927 venne approvato il decreto del NKVD riguardante le "Istruzioni sulla nomina e le attività delle personalità rurali" (in russo Инструкция о порядке назначения и деятельности сельских исполнителей?), che definì i diritti e i doveri degli assistenti della milicija nelle zone rurali. Ai volontari vennero assegnate le seguenti funzioni:
- Assistere la milicija nel mantenimento dell'ordine pubblico e nella lotta al crimine
- Protezione della scena del crimine fino all'arrivo della milicija
- Scortare gli arrestati e i detenuti verso la stazione di milicija più vicina
- Informare la milicija e il soviet cittadino della comparsa di criminali, persone sospette e disertori, del stoccaggio e della vendita illegale di beni
- Assistere i funzionari pubblici nell'esercizio delle loro funzioni
- Monitoraggio dell'ordine presso fiere e mercati
- Monitoraggio della pulizia e delle condizioni igienico-sanitarie della città e della sua manutenzione stradale
- Informare il soviet della città di tutti i casi di epidemie o di possibili focolai
- assistere le vittime di un crimine, una calamità naturale o un incidente, così come altre persone bisognose di aiuto
- ricevere e inviare missive al soviet cittadino nel caso in cui quest'ultimo non abbia un postino o un corriere
- annunciare a tutti i cittadini raduni, congressi e riunioni, nonché organizzare e dirigere riunioni in luoghi appositamente designati.

Nel novembre 1928, furono redatti i primi rapporti ufficiali sulle attività delle cellule della "Società di assistenza alla milicija" (in russo Обществ содействия милиции, ОСОДОМИЛ?, Obščestv sodejstvija milicii, Osodmil) presso l'impianto metallurgico di Nižnij Tagil. La Osodmil'cy era di servizio nei club, contrastava il teppismo, gli ubriachi e le distillerie clandestine. L'iniziativa di Tagil fu accolta a Sverdlosk, Čeljabinsk e Perm', e durante l'anno il movimento si diffuse in tutto il Paese.
Alcune squadre, come quella delle Officine Rosse Putilov, ricevettero anche delle armi.
Nel 1929 furono approvati i "Regolamenti sulle società di assistenza della milicija" («Положение об обществах содействия милиции»).
Il 25 maggio 1930 fu emesso il decreto del Consiglio dei commissari del popolo della RSFS Russa (SNK) "Sulle società di assistenza alla milicija e alle indagini penali" («Об обществах содействия органам милиции и уголовного розыска»).
Le Osodmil erano subordinate ai soviet locali e al fine di aumentare la loro efficienza furono riformate. Il 26 aprile 1932, l'SNK della RSFSR adottò una risoluzione "Sulla riorganizzazione delle società che assistono la milicija e le indagini criminali" («О реорганизации обществ содействия органам милиции и уголовного розыска»), in base alla quale le organizzazioni di assistenza alla milicija vennero trasformate nelle "Brigate di assistenza della milicija" (in russo Бригады содействия милиции, Бригадмил?, Brigady sodejstvija milicii, Brigadmil) e poste in ogni stazione della milicija.
All'inizio del 1941, nelle file delle Brigadmil vi erano circa 400.000 assistenti della milicija.
Dopo l'inizio della Grande Guerra Patriottica, il personale delle Brigadmil fu impiegato per reclutare pompieri, squadre e unità di difesa, unità di recupero d'emergenza della difesa aerea locale, battaglioni di combattenti, unità di milizia e altri gruppi.
Le Brigadmil continuarono ad esistere fino al 1958.

### Dobrovol'naja Narodnaja Družina
Le prime squadre di volontari dell'ordine pubblico DND furono create tra il 1955 e il 1957 da squadre di un certo numero di imprese di Leningrado: il primissimo gruppo (120 persone) apparve nelle Officine Kirov, seguito da squadre create nello stabilimento della Russkij dizel', del Leningradskij metalličeskij zavod, nell'impianto Nevskij zavod e nello stabilimento della Ižorskie zavody. Nel 1958, a Leningrado vi erano 179 squadre con un totale di 8.000 persone (principalmente lavoratori, ingegneri, tecnici e studenti) che ricevevano il sostegno delle organizzazioni sindacali.
Alla fine del 1958 e del 1959, il movimento ricevette il supporto sostegno dalle strutture di partito e statali e iniziò ad essere molto diffuso. Nel 1958, a Leningrado operarono circa 700 squadre con un totale di 15.000 membri. Successivamente, furono create squadre anche in altri grandi centri industriali.
In base a questa esperienza, il 2 marzo 1959, il Comitato Centrale del PCUS e il Consiglio dei Ministri dell'URSS adottarono una risoluzione "Sulla partecipazione dei lavoratori alla protezione dell'ordine pubblico nel paese" («Об участии трудящихся в охране общественного порядка в стране»). Questo decreto divenne il principale documento normativo che definiva compiti, poteri e forme di organizzazione delle DND fino alla metà degli anni settanta. Le DND erano formalmente indipendenti dalla milicija e i dirigenti venivano scelti da varie organizzazioni come soviet, sindacati e il Komsomol. I volontari erano attivi principalmente nei vicinati urbani.
Le stesse DND venivano spesso accompagnate da ufficiali della milicija che servivano da guida generale e supporto. Sebbene fossero informali, le DND potevano compiere arresti in flagranza di reato di criminali minori come ubriachi e teppisti, e venivano anche usate in supporto della milicija durante arresti non pericolosi e altri doveri delle forze dell'ordine.
Tuttavia, dopo il 1960, i casi di resistenza aggressiva alle DND vigilantes da parte dei trasgressori divennero frequenti, e il 15 febbraio 1962 fu adottata la Risoluzione del Presidium del Soviet supremo dell'URSS "Sul rafforzamento della responsabilità per le violazioni della vita, della salute e della dignità della milicija e dei combattenti" («О усилении ответственности за посягательство на жизнь, здоровье и достоинство работников милиции и народных дружинников»).
In conformità con i Regolamenti sulla protezione del confine di stato del 1960, le DND partecipavano alla protezione dei confini statali dell'URSS. Secondo le decisioni dei partiti comunisti locali e degli organismi del Komsomol, le guardie ed gruppi di milizie volontari incaricati dalle autorità del KGB venivano coinvolte in operazioni concernenti la protezione e la sicurezza dell'URSS, come l'impedimento di connessioni illegali di stranieri coni cittadini sovietici, il pattugliamento del perimetro di siti militari e di altro genere particolarmente importanti e la soppressione di ogni tentativo d'infiltrazione illegale da parte di stranieri.
Alla fine del 1962, oltre al pattugliamento, le DND iniziarono a lavorare nei quartieri residenziali presso gli uffici degli alloggi.
Dal 1970, vi erano 100.000 squadre DND nell'URSS.
All'inizio del 1972, il numero di vigilanti in Unione Sovietica ammontava a oltre 7 milioni di persone e nel 1971 le DND detenevano oltre 5.000 criminali, impedendo un numero significativo di reati.
L'ukaz del 1974 emanato dal Presidium del Soviet supremo "Sui principali doveri e i diritti della Družina volontaria del popolo nella salvaguardia dell'ordine pubblico" regolamentò le DND fino alla dissoluzione dell'Unione Sovietica.
Nel 1984, vi erano 282.000 squadre (con 40.000 distaccamenti operativi del Komsomol), 50.000 punti di protezione dell'ordine pubblico e 13 milioni di družinniki, con 400.000 persone in servizio ogni giorno.

## Organizzazione

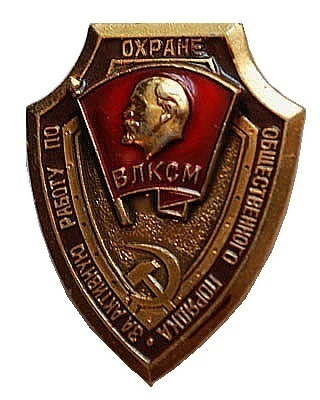
Distintivo del Komsomol "Per il lavoro attivo sulla protezione dell'ordine pubblico".

Le DND venivano create sulla base delle principali filiali del Komsomol, del PCUS e dei sindacati, che erano situate in ciascuna istituzione pubblica come università, imprese, organizzazioni e così via.
Le guardie del popolo fornivano assistenza organizzativa e metodologica attraverso le agenzie locali, nonché l'assistenza materiale e tecnica (fornitura di locali, telefoni, allestimenti ecc.) attraverso la gestione delle imprese, dei consigli locali e degli enti DOSAAF.
Nel marzo del 1960, a Leningrado fu creata la prima sede centrale delle DND, dove iniziarono a tenersi i corsi d'addestramento per i volontari. Successivamente, sulla base di un'analisi dell'esperienza delle attività delle squadre del Ministero degli affari interni e del Ministero della giustizia dell'URSS, venne sviluppato un programma di formazione di 24 ore.
All'inizio degli anni settanta, il territorio sovietico fu spartito tra ogni brigata, e la sede delle DND, atta alla gestione generale delle attività della brigata, fu creata non solo a livello cittadino, ma anche a livello di aree urbane, nonché a livello di imprese che avevano squadre di oltre 100 persone.
Nei primi anni settanta, in alcune città dell'URSS furono selezionate delle unità speciali per aumentare l'efficienza delle DND:
- Distaccamenti operativi (in russo оперативные отряды?) formati di norma da giovani o membri del Komsomol. I distaccamenti operativi del Komsomol (in russo Оперативные комсомольские отряды дружинников?) o OKOD venivano solitamente creati nelle università ed erano formate da studenti socialmente attivi. Nel loro tempo libero, i membri degli OKOD aiutavano le pattuglie della milicija non solo nel mantenimento dell'ordine pubblico nei campus e nelle microregioni circostanti, ma anche a scoprire e denunciare crimini. Uno degli esempi di tali distaccamenti è stata la OKOD dell'Università tecnica statale di Novosibirsk, che prende il nome da Nazyf Chalimov, uno studente morto nel 1966 per mano di criminali mentre era in servizio per garantire l'ordine pubblico.[23]
- Gruppi educativi (in russo воспитательные группы?), per il lavoro educativo e di prevenzione con studenti, bambini e adolescenti "difficili".

Nel periodo successivo al 1974, fu creata una struttura organizzativa unificata delle squadre popolari, che includeva:
- Guardie territoriali del popolo (in russo территориальные народные дружины?)
- Guardie nazionali specializzate (in russo специализированные народные дружины?)
  - Guardie dei trasporti (in russo дружины по работе на транспорте?), attive sui treni pendolari e nella metropolitana, insieme ai dipartimenti della linea dell'UVDT (УВДТ)
  - Gruppi di controllo del traffico (in russo группы регулирования дорожного движения?), attivi assieme alla polizia stradale GAI
  - Guardie per contrastare il furto della proprietà socialista (in russo дружины по борьбе с хищениями социалистической собственности?), impegnate nella sorveglianza di struttura e partecipi alla loro fortificazione, riparando recinti, installando inferriate e lampade, monitorando il controllo degli accessi e la disciplina del lavoro
  - Gruppi per il lavoro con i giovani (in russo группы по работе с несовершеннолетними?)
- Distaccamenti operativi consolidati delle guardie (in russo сводные оперативные отряды дружинников?), associazioni temporanee che assicuravano l'ordine e il rispetto della legge a eventi di massa solenni, festivi, sportivi e di altro genere
- Distaccamenti operativi del Komsomol

Inoltre, nel 1984, in alcune città erano attive altre forme di squadre specializzate:
- A Mosca e a Leningrado, furono create squadre per proteggere l'ordine sull'acqua, composte da soccorritori volontari tra atleti e bagnini in servizio nelle spiagge in estate[21]
- A Jaroslavl' vi era un'unità indipendente del servizio di pattugliamento stradale, che riuniva 150 proprietari di automobili e motocicli[21]
- A Kiev era attiva una squadra contro il teppismo radiofonico[21]
- A Dzeržinsk (RSFSR) venne istituita una squadra specializzata per il pattugliamento serale di alcune zone della città, unendo atleti e attivisti del club cinofilo.[21]

Dopo il decreto del Comitato centrale del PCUS e del Consiglio dei ministri dell'URSS riguardo alle "Misure supplementari per rafforzare la conservazione della natura e migliorare l'uso delle risorse naturali" («О дополнительных мерах по усилению охраны природы и улучшению использования природных ресурсов»), adottato il 1º dicembre 1978 nella RSS Georgiana e in numerosi altri luoghi, furono organizzate le "ronde verdi" della DND per le riserve naturali conserve e le proprietà di caccia. I družinniki assistevano gli ispettori della miicija e i cacciatori nel pattugliare, combattere gli incendi e prevenire le violazioni dei regolamenti delle aree protette.
Inoltre, l'11 gennaio del 1990 fu creata un'unità di milizia municipale basata sul sistema delle DND: in seguito all'aggravarsi della situazione criminale e la crescita delle tensioni inter-etniche, i residenti dell'insediamento di Kolkhozobod nella RSS Tagika crearono di propria iniziativa una squadra di milizia per il pattugliamento notturno e l'assistenza della milicija, in modo da garantire l'ordine pubblico nelle zone rurali. Il distaccamento era composto da militari in pensione ed ex membri del Ministero degli affari interni, nonché da diversi veterani della guerra in Afghanistan.

### Attività
Di solito, i družinniki riuniti in gruppi di più persone pattugliavano le strade delle città, il perimetro delle fabbriche e mantenevano l'ordine nei luoghi pubblici. Avevano poteri piuttosto ampi e avevano il diritto di detenere una persona e portarla alla stazione di polizia.
Spesso vi erano pattuglie congiunte con due o tre družinniki posti sotto la guida di un membro della milicija. In alcuni casi, i družinniki potevano svolgere ulteriori funzioni come, ad esempio, consegnare per conto dell'ispettore della milicija locale convocazioni e comunicazioni.

### Efficacia
Le DND diedero un contributo significativo alla lotta alla criminalità. Durante i primi 25 anni di operatività, più di 800 volontari ricevettero vari ordini e medaglie governative, oltre 6.000 ricevettero la medaglia "Per un servizio eccellente nel mantenimento dell'ordine pubblico" («За отличную службу по охране общественного порядка»), mentre poche altre migliaia hanno ricevuto il distintivo onorario di "Eccellente družinnik", certificati e premi. Sono stati riportati inoltre sui giornali casi di eroismo e sacrificio dimostrati dai družinniki, così come casi di detenzione di criminali pericolosi e recidivi:
Come osservato dal ministro degli interni dell'URSS Viktor Piskarëv, le DND divennero un ottimo strumento per la selezione e l'addestramento iniziale del personale della milicija: solo nel 1984, su raccomandazione del partito, organizzazioni del Komsomol e collettivi dei lavoratori, più di 3.000 persone avevano fatto un'esperienza nelle DND "E queste erano già persone addestrate mentalmente e professionalmente".

### Simboli
I družinniki si distinguevano da una fascia rossa intorno al braccio con scritto "ДНД" o "дружинник" dai distintivi, materiale consegnato insieme al libretto identificativo una volta che si entrava nelle DND.

## Paesi post-URSS

### Bielorussia
In Bielorussia, l'associazione di cittadini coinvolti nell'applicazione della legge viene denominata Dobrovol’naja družina (Добровольная дружина) e le attività delle varie squadre di volontari sono svolte sulla base della legge "Sulla partecipazione dei cittadini alle forze dell'ordine" («Об участии граждан в охране правопорядка), della "Disposizione approssimativa sulla squadra volontaria" (Примерным положением о добровольной дружине») e secondo il "Regolamento sulla procedura per la registrazione e le attività di agenti, corpi e unità indipendenti incaricati dell'applicazione della legge, nelle situazioni di emergenza, e di autorità di frontiera della Repubblica di Bielorussia"(«Типовым положением о порядке оформления и деятельности внештатных сотрудников правоохранительных органов, органов и подразделений по чрезвычайным ситуациям, органов пограничной службы Республики Беларус»). Le attività dei vigili del fuoco volontari seguono invece dei regolamenti a parte.
Secondo i Regolamenti, la družina viene creata secondo il principio dell'autonomia territoriale con l'approvazione del governo locale. La squadra viene costituita durante una riunione di cittadini convocati dal gruppo che ha avuto l'iniziativa. Possono essere scelti anche il comandante e il quartier generale per votazione all'interno delle riunioni per sorvegliare la squadra, la città, il distretto e la sede regionale. Ai vigilanti viene consegnato un certificato (che può essere allegato al capospalla sotto forma di tessera), un distintivo con un numero identificativo e una fascia per il braccio.
Tra i compiti delle squadre volontarie bielorusse vi sono la partecipazione alla prevenzione dei reati, l'assistenza alla polizia stradale, così come la collaborazione per il mantenimento dell'ordine in caso di situazioni di emergenza, per la protezione dei confini statali e alti. Pertanto, 178 squadre interagiscono con il servizio di frontiera nel paese, a cui partecipano circa 2.000 cittadini (2008). Secondo il Comitato della frontiera statale della Bielorussia, circa il 30% di coloro che violano la frontiera viene intercettato grazie alla partecipazione dei volontari.

### Federazione russa
Nel 1989, iniziò un notevole calo delle attività delle DND, poiché a quel tempo le forme organizzative tradizionali sovietiche di partecipazione pubblica alla lotta contro la criminalità erano diventate inefficaci con la mutevolezza del crimine. Dal 1992, il trasferimento delle forze dell'ordine pubblico punta alla privatizzazione e alla chiusura di grandi imprese (dove i collettivi operai avevano in precedenza creato molte DND), soprattutto per la carenza di fondi. Tuttavia, alcune squadre sono sopravvissute.
Nel 1993, è stato adottato il decreto governativo n. 959 del 22 settembre "Sulle misure per rafforzare la sicurezza pubblica nelle strade delle città e altri insediamenti della Federazione russa" («О мерах по усилению охраны общественного порядка на улицах городов и других населенных пунктов РФ»), che stabilisce il quadro giuridico e normativo per le DND nella Federazione russa. Di conseguenza, in un certo numero di luoghi le DND sono state ripristinate o create ex novo:
- La divisione pubblica "Avtovozysk" (DND per le GAI del Dipartimento degli affari interni di Orenburg) di 100 persone opera nell'oblast' di Orenburg. I družinniki sono diventati lavoratori professionisti e dipendenti su raccomandazione di imprese e organizzazioni, agenti di polizia freelance, lavorando però sempre su base volontaria. Solo nel 1994, i družinniki hanno lavorato per 19.000 ore, denunciato 22 015 violazioni del codice della strada, 325 guidatori ubriachi e 320 conducenti che non avevano la patente di guida[33]
- Nel 1993, è stata ricreata a Mosca una Družina temporanea.[34] Il 26 giugno del 2002, il sindaco Jurij Lužkov e i deputati della Duma locale hanno adottato un regolamento per le DND della città,[35] che ha stabilito il quadro giuridico e i principi delle attività di questo tipo di associazione. L'autore del documento è il deputato Oleg Evgen’evič Bočarov.
- Nel 1994, un distaccamento operativo giovanile, formato da 31 persone di età inferiore ai 30 anni, operava a Omsk[36]
- Nel 1995, nell'oblast' di Jaroslavl' vi erano 185 squadre per un totale di 2.000 volontari. Durante l'anno lavorarono per 39.000 ore, fermando 5.000 reati e risolvendo 196 casi. Le attività delle DND hanno portato a una diminuzione del crimine di strada fino al livello del 1991.

Tuttavia, già nel 1996, il colonnello della polizia A. Kolcov ha notato cambiamenti nelle motivazioni dei družinniki:
Nel 1995, venne adottata la legge federale "Sulle associazioni pubbliche" («Об общественных объединениях»), secondo la quale i precedenti documenti legali sulle attività dei gruppi di cittadini furono riconosciuti come non validi, e non fu prevista la creazione né l'attività di DND e altre associazioni pubbliche per la protezione dell'ordine pubblico.
All'inizio del 2009, vi erano oltre 34.000 unità di polizia pubblica in Russia con un totale di più di 363.000 persone. Allo stesso tempo, nonostante un modesto supporto logistico e finanziario per le DND, ogni anno sono stati denunciati circa 40.000 crimini grazie alla partecipazione dei družinniki e sono state rilevate oltre 400.000 violazioni amministrative.
A San Pietroburgo si tiene una competizione annuale per il titolo di miglior compagno di una družina. Una delle migliori squadre nazionali volontarie, insignita del premio del governo di San Pietroburgo, è la "ROO Uljanka" pietroburghese.
Il 30 dicembre 2013, dopo una serie di attacchi terroristici a Volgograd, il governatore dell'oblast' Sergej Boženov ha riferito che è stata costituita una squadra DND con lo scopo di pattugliare le strade e le fermate dei trasporti pubblici.
Il 4 aprile 2014 è entrata in vigore la legge federale n. 44-FZ del 2 aprile "Sulla partecipazione dei cittadini alla tutela dell'ordine pubblico"(«Об участии граждан в охране общественного порядка»), che reintrodusse ufficialmente le squadre di volontari in Russia.

#### Dobrovol’naja Molodëžnaja Družina

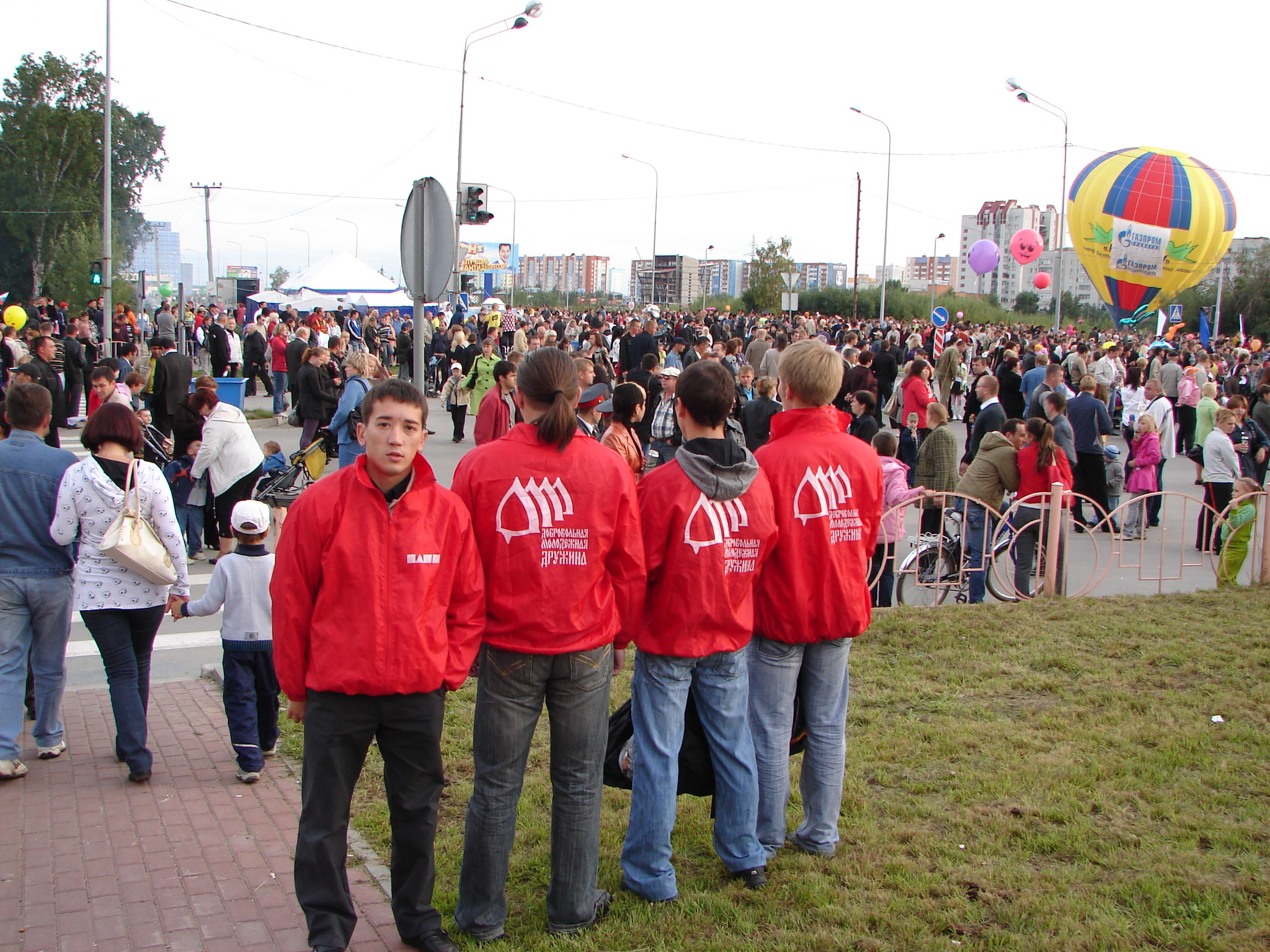
Una squadra DMD nel giorno della città di Surgut, 2009.

Nel maggio 2006, il movimento giovanile NAŠI ha organizzato le "Squadre volontarie giovanili" (Добровольная молодёжная дружина) o DMD (ДМД).
Nel 2008, il movimento è stato diviso in progetti autonomi e le DMD sono state trasformate in un'organizzazione pubblica indipendente. Nel 2009, il progetto è stato riorganizzato nell'Associazione interregionale "Dobrovol’nye Družiny Strany" (Добровольные Дружины Страны).
Il progetto non faceva parte di un programma statale e i volontari non ricevevano alcun beneficio. Nel 2011 la Rosmoldež, ovvero l'agenzia federale russa per la gioventù, ha smesso di finanziare questo progetto e le divisioni negli oblast' sono state sciolte.

#### Altre unità
Attualmente, le associazioni di contrasto operano in diverse regioni della Russia in varie forme organizzative, tra cui:
- Squadre cosacche per la protezione dell'ordine pubblico[47]
- Squadre di polizia degli studenti (студенческих отрядов по охране правопорядка) o SOOPR (СООПР), create in alcuni istituti d'istruzione superiore e università.[48]

In diverse entità costituenti della Federazione Russa sono stati adottati atti giuridici che regolano le attività delle associazioni pubbliche di cittadini per il rispetto della legge e dell'ordine. In alcuni casi, tali associazioni sono supportate da autorità statali o municipali. Al momento, le guardie regionali sono convertite sulla base della legge federale-44 del 2 aprile 2014.

### Ucraina
Nel giugno 2000 è stata approvata in Ucraina la legge "Sulla partecipazione dei cittadini alla protezione dell'ordine pubblico e del confine di stato", nella quale è stato definito l'ordine della creazione delle squadre pubbliche e le loro attività atte alla protezione dell'ordine pubblico, oltre ai doveri e i diritti dei loro membri, le questioni di protezione sociale, gli incentivi e le sanzioni applicabili ai volontari.
In conformità con l'ordine n. 379 del 13 giugno 2000 emanato dal Ministero degli affari interni ucraino, i volontari delle squadre sono stati inclusi nella categoria di persone a cui è permesso avere mezzi di autodifesa come gas e armi traumatiche.

### Norme
- Risoluzione del Presidium delle forze armate dell'URSS del 15 febbraio 1962: «О усилении ответственности за посягательство на жизнь, здоровье и достоинство работников милиции и народных дружинников»
- Risoluzione del Consiglio dei ministri dell'URSS n. 410 del 6 giugno 1967: «Об учреждении нагрудного знака „Отличный дружинник“»
- Risoluzione del Consiglio dei ministri dell'URSS n. 571 del 23 luglio 1969: «О мерах по усилению борьбы с преступностью»
- Decreto del Presidium delle forze armate dell'URSS n. 6007-VIII del 24 maggio 1974: «Об основных обязанностях и правах добровольных народных дружин по охране правопорядка»